# Таккинарди, Алессио
Алессио Таккинарди (итал. Alessio Tacchinardi; 23 июля 1975, Крема) — итальянский футболист, опорный полузащитник, главный тренер футбольного клуба Серии C «Лекко», обозреватель телеканала Mediaset Premium. Наиболее известен своими выступлениями за туринский «Ювентус». Завершил игровую карьеру в 2008 году.

## Клубная карьера

### Начало карьеры. Аталанта
Таккинарди начал профессиональную карьеру в 1992 году в футбольном клубе «Аталанта», где провёл 2 полных сезона. Несмотря на то, что за это время Алессио появился на поле лишь 9 раз, на него обратил внимание менеджер «Ювентуса» Лучано Моджи. В июле 1994 года состоялся переход Таккинарди в туринский клуб.

### «Ювентус»
В первом же сезоне Таккинарди стал игроком основы, сыграв 25 матчей в Серии А, а также приняв участие в розыгрышах Кубка Италии и Кубка чемпионов. С тех пор он стал одним из ключевых игроков «Ювентуса», выполняя в основном роль разрушителя в центре полузащиты туринской команды, и оставался таковым почти до известного скандала, названного «Кальчополи». На протяжении более, чем десятка лет, партнёрами Алессио Таккинарди в центре поля были Зинедин Зидан,Антонио Конте, Дидье Дешам, Анджело Ди Ливио, Эдгар Давидс, Джанлука Дзамбротта, Мауро Каморанези, Павел Недвед и Энцо Мареска. Связка Таккинарди — Давидс была одной из мощнейших в Италии в 1996-2004 годах. Помимо отличных качеств Таккинарди как опорника, он обладал ещё и хорошо поставленным дальним ударом.
Вероятно, лучшим для игрока был сезон 2002/03, когда он забил два мяча в 27 играх, а также дважды отличился в 13 матчах розыгрыша Лиги чемпионов. Тем не менее участившиеся травмы не позволили Алессио максимально раскрыться. Из-за проблем со здоровьем он не смог полноценно заменить проданного позднее Эдгара Давидса.

### «Вильярреал»
В июле 2005 он был отдан в годичную аренду испанскому «Вильярреалу», так как после покупки Патрика Виейра главный тренер «Ювентуса» Фабио Капелло более не нуждался в услугах Таккинарди. С новым клубом он добрался до полуфинала Лиги чемпионов. В июле 2006 «Вильярреал» продлил аренду ещё на один год.

### «Брешиа»
После возвращения Таккинарди в «Ювентус» многие болельщики ждали, что он продолжит играть в Турине, однако летом 2007 года его контракт с клубом был разорван по причине разногласий между игроком и руководством «Ювентуса». 9 августа 2007 года он подписал двухлетнее соглашение с клубом Серии Б «Брешией», в составе которой он 36 раз выходил на поле и забил 9 голов. В «Брешии» он и завершил профессиональную карьеру.

## Международная карьера
В футболке сборной Италии Таккинарди 13 раз выходил на поле. При этом он не являлся основным игроком сборной. Он также ни разу не участвовал в финальных стадиях главных турниров.

## Семья
Его старший брат Массимилиано также был профессиональным футболистом. Он играл на позиции защитника.

## Достижения
«Ювентус»
- Серия А
  - чемпион: 1994/95, 1996/97, 1997/98, 2001/02, 2002/03
  - Второе место: 1995/96, 1999/00, 2000/01
- Кубок Италии
  - Победитель: 1994/95
  - Финалист: 2001/02, 2003/04
- Суперкубок Италии
  - Победитель: 1995, 1997, 2002, 2003
- Лига чемпионов
  - Победитель: 1995/96
  - Финалист: 1996/97, 1997/98, 2002/03
- Межконтинентальный кубок
  - Победитель: 1996
- Кубок УЕФА
  - Финалист: 1994/95
- Суперкубок УЕФА
  - Победитель: 1996